# Froneri
Froneri Limited alternativt Froneri International Limited är ett brittiskt multinationellt samriskföretag inom livsmedelsindustrin och som tillverkar glass under flera olika varumärken. De är världens näst största glasstillverkare och har verksamheter i 20 länder världen över. Froneri ägs till 50% vardera av den schweiziska livsmedelsjätten Nestlé och det franska riskkapitalbolaget Pai Partners.

## Historik
Samriskföretaget har sitt ursprung från 1985 när lantbrukaren Jonathan Ropner förvärvade den Thornaby-on-Tees-baserade glasstillverkaren Cardosi. James Lambert anslöt sig till det nya företaget, som hade fått namnet Richmond Ice Cream, och ledde det på förfrågan från Ropner. 1994 köpte de Windsor Creameries av affärsmannen Trevor Hemmings mot att han fick 40% av företaget. Tre år senare genomförde de ett omvänt förvärv med det Leeds-baserade Treats Group och blev ett publikt aktiebolag. 2006 fick företaget nya ägare när den amerikanska fondförvaltaren Oaktree Capital Management köpte det för 182 miljoner brittiska pund. Samtidigt blev Richmond fusionerad med tyska Roncadin och fick namnet R&R Ice Cream. 2013 blev R&R förvärvad av Pai för 715 miljoner pund. 2016 slöt Nestlé ett avtal med R&R Ice Cream och dess ägare Pai Partners om att fusionera deras intressen i glass och andra djupfrysta livsmedel i ett enda samriskföretag med nuvarande namn. Tre år senare sålde Nestlé sina samtliga amerikanska glassvarumärken och rättigheter till Froneri för fyra miljarder amerikanska dollar.

## Varumärken
Ett urval av varumärken samt rättigheter till att använda andras produkter vid företagets glasstillverkning:
| - Cadbury - Daim - Dreyer's - Fazer - Häagen-Dazs - Kit Kat | - Milka - Mövenpick - Oreo - Rowntree's - Smarties - Toblerone |